# Corsaro (destroyer)
Le Corsaro (fanion « CA ») était un destroyer italien de la classe Soldati lancé en 1941 pour la Marine royale italienne (en italien : Regia Marina). 

## Conception et description
Les destroyers de la classe Soldati étaient des versions légèrement améliorées de la classe précédente Oriani. Ils avaient une longueur entre perpendiculaires de 101,6 mètres et une longueur hors tout de 106,7 mètres. Les navires avaient une largeur de 10,15 mètres  et un tirant d'eau moyen de 3,15 mètres et de 4,3 mètres à pleine charge. Les Soldatis déplaçaient 1 830-1 850 tonnes métriques à charge normale, et 2 450-2 550 tonnes métriques à pleine charge. Leur effectif en temps de guerre était de 206 officiers et hommes de troupe.
Le Corsaro était propulsé par deux turbines à vapeur à engrenages Belluzzo/Parsons, chacune entraînant un arbre d'hélice à l'aide de la vapeur fournie par trois chaudières Yarrow. Conçus pour une puissance maximale de 48 000 chevaux-vapeur (36 000 kW) et une vitesse de 34-35 nœuds (63-65 km/h) en service, les navires de la classe Soldati ont atteint des vitesses de 39-40 nœuds (72-74 km/h) pendant leurs essais en mer alors qu'ils étaient légèrement chargés. Ils transportaient suffisamment de fuel pour avoir une autonomie de 2 340 milles nautiques (4 330 km) à une vitesse de 14 nœuds (26 km/h) et de 682 milles nautiques (1 263 km) à une vitesse de 34 nœuds (63 km/h).
La batterie principale du Corsaro était composée de quatre canons de 120 millimètres de calibre 50 dans deux tourelles jumelées, une à l'avant et une à l'arrière de la superstructure. Sur une plate-forme au milieu du navire se trouvait un canon à obus en étoile de 120 millimètres de 15 calibres. La défense antiaérienne des "Soldati" était assurée par huit canons Breda modèle 1935 de 20 millimètres. Les navires étaient équipés de six tubes lance-torpilles de 533 millimètres dans deux supports triples au milieu du navire. Bien qu'ils ne soient pas dotés d'un système de sonar pour la lutte anti-sous-marine, ils sont équipés d'une paire de lanceurs de grenades sous-marines. Les navires pouvaient transporter 48 mines.

## Construction et mise en service
Le Corsaro est construit par le chantier naval Cantiere navale fratelli Orlando (OTO), basé à Livourne en Italie, et mis sur cale le 23 janvier 1941. Il est lancé le 16 novembre 1941 et est achevé et mis en service le 16 mai 1942. Il est commissionné le même jour dans la Regia Marina.

## Histoire du service
Pendant sa courte vie opérationnelle, le Corsaro a effectué des missions d'escorte sur les routes difficiles de Libye et de Tunisie.
Entre le 3 et le 5 août 1942, il escorte un convoi composé des navires à moteur Ankara, Nino Bixio et Sestriere (avec destination Tobrouk pour le premier et Benghazi pour les deux autres. La cargaison est constituée de 92 chars, 340 véhicules, 3 locomotives, une grue, 292 soldats, 4 381 t de carburants et d'huiles de graissage, 5 256 t d'autres fournitures), ainsi que les destroyers Freccia, Legionario, Folgore, Grecale et Turbine, et les torpilleurs Partenope et Calliope. Les navires atteignent leur destination malgré de nombreuses attaques aériennes; à cette occasion, il y a également la première attaque d'avions américains contre des unités italiennes (il s'agissait d'une attaque de bombardiers Consolidated B-24 Liberator).
Le 9 janvier 1943, sous le commandement du capitaine de frégate (Capitano di fregata) Ferruccio Ferrini, avec le destroyer Maestrale, il fait partie de l'escorte du navire à moteur Ines Corrado naviguant de Naples à Bizerte,,. Dans la soirée de ce jour, cependant, le Maestrale a sa poupe arrachée par l'explosion d'une mine (appartenant à un barrage posé par le mouilleur de mines britannique HMS Abdiel (M39), mais à ce moment-là on ne sait pas si l'explosion a été causée par une mine ou une torpille). Le Corsaro se dirige pour aider le navire endommagé, mais peu après il frappe une mine à la poupe (l'explosion a rendu impossible la manœuvre) et immédiatement après une deuxième au milieu du navire. Cassé en deux, le destroyer coulé rapidement à 20h16, 38 milles nautiques (70 km) au cap 64° de Bizerte,,,.
Les survivants (parmi lesquels se trouve également le commandant Ferrini), en partie dans l'eau et en partie sur un seul radeau, atteignent le Cap Bon environ vingt-quatre heures après le naufrage et, après une nuit passée dans une grange, sont ramenés en Italie par un hydravion de sauvetage.
187 membres de l'équipage du Corsaro sont déclarés morts ou disparus.

### Commandement
Commandants
- Capitaine de frégate (Capitano di fregata) Lionello Sagramoso (né à Vérone le 7 mai 1900) (16 juin 1942 - janvier 1943)
- Capitaine de frégate (Capitano di fregata) Ferruccio Ferrini (né à Livourne le 19 juin 1903) (janvier 1943)